# Gemmula murrayi
Gemmula murrayi é uma espécie de gastrópode do gênero Gemmula, pertencente a família Turridae.